# Nelsan Ellis
Nelsan Ellis (30 tháng 11 năm 1977 – 8 tháng 7 năm 2017) là một nam diễn viên người Mỹ.

## Danh sách phim

### Điện ảnh
| Năm  | Tên                            | Vai                     | Ghi chú |
| ---- | ------------------------------ | ----------------------- | ------- |
| 2002 | Lost                           | Hoffa                   |         |
| 2005 | Trespass                       | Donny                   |         |
| 2008 | The Express                    | Will Davis, Jr.         |         |
| 2009 | The Soloist                    | David Carter            |         |
| 2009 | Talent                         | Titus                   |         |
| 2010 | Secretariat                    | Eddie Sweat             |         |
| 2011 | The Help                       | Henry the Waiter        |         |
| 2012 | The Reluctant Fundamentalist   | Wainwright              |         |
| 2013 | Page 36                        | Writer and Director     |         |
| 2013 | The Butler                     | Martin Luther King, Jr. |         |
| 2014 | Get On Up                      | Bobby Byrd              |         |
| 2015 | The Stanford Prison Experiment | Jesse Fletcher          |         |
| 2016 | Little Boxes                   | Mack Burns              |         |
| 2017 | True to the Game               | Tyrik                   |         |
| 2018 | Roxanne Roxanne                | Mr. Lester              |         |

### Truyền hình
| Năm         | Tên                | Vai                | Ghi chú |
| ----------- | ------------------ | ------------------ | ------- |
| 2005        | Warm Springs       | Roy Collier        |         |
| 2005 – 2006 | The Inside         | Carter Howard      |         |
| 2007        | Veronica Mars      | Apollo Bukenya     |         |
| 2007        | Without a Trace    | Deng Nimieri       |         |
| 2008 – 2014 | True Blood         | Lafayette Reynolds |         |
| 2015        | RuPaul's Drag Race |                    |         |
| 2016 – 2017 | Elementary         | Shinwell Johnson   |         |